# Dr. B. R. Ambedkar Konaseema (Distrikt)
Der Distrikt Dr. B. R. Ambedkar Konaseema (Telugu డా.బి.ఆర్.అంబేద్కర్ కోనసీమ జిల్లా), gelegentlich abgekürzt Distrikt Konaseema (Telugu కోనసీమ జిల్లా), ist ein Verwaltungsdistrikt im indischen Bundesstaat Andhra Pradesh. Verwaltungssitz ist die Stadt Amalapuram. Der Distrikt wurde 2022 gebildet und ist nach dem indischen Politiker und Sozialreformer sowie Mitverfasser der indischen Verfassung Bhimrao Ramji Ambedkar benannt.

## Lage und Klima

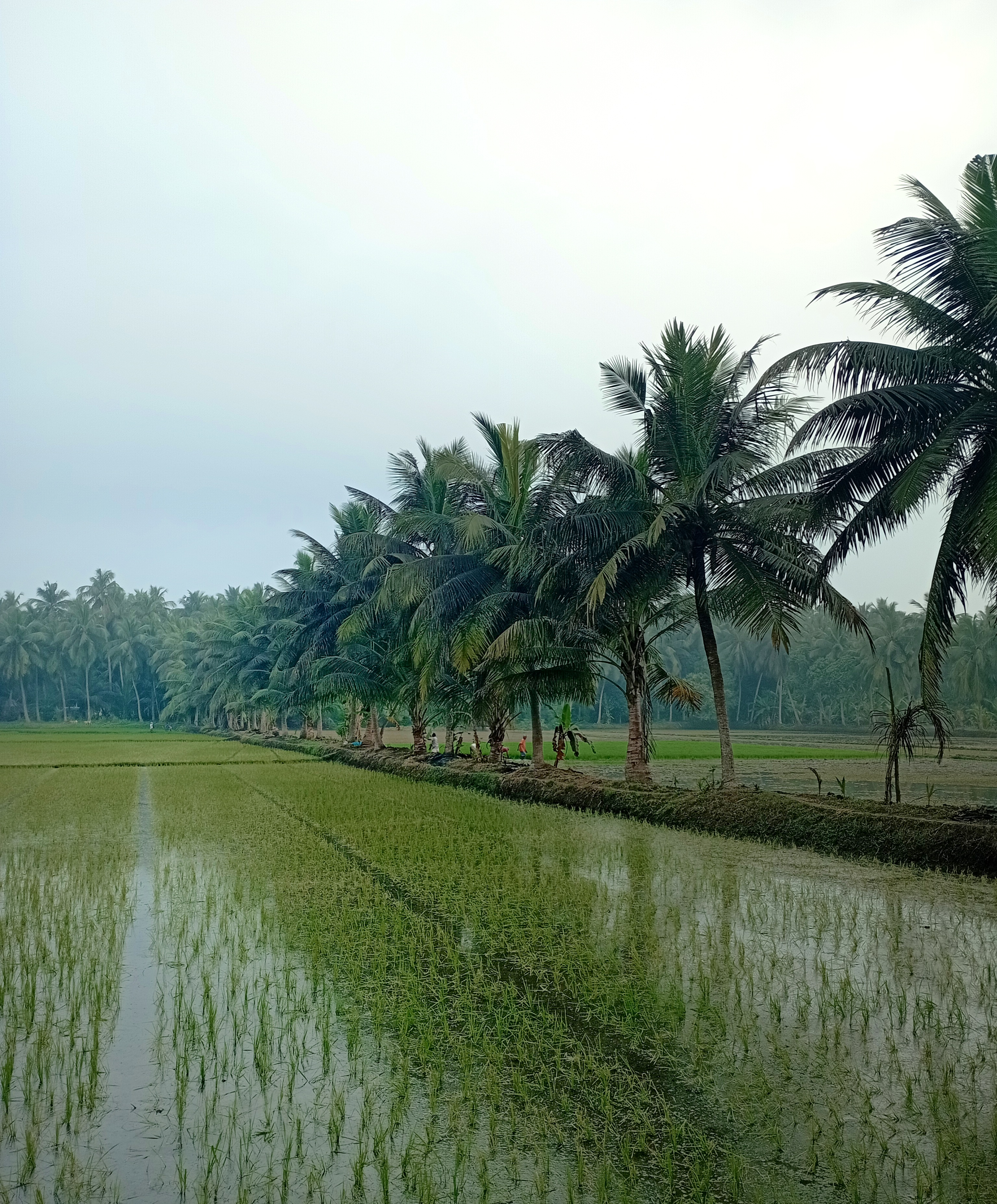
Reisfeld bei Amalapuram

Der Distrikt liegt in der Großregion Andhra. Durch den hier in den Golf von Bengalen mündenden Godavari-Fluss wird das Distriktgebiet in einen nördlichen und einen südlichen Anteil unterteilt. Im Westen grenzt der Distrikt an den Distrikt West Godavari, im Nordwesten an den Distrikt East Godavari und im Nordosten an den Distrikt Kakinada. Der Distrikt besteht überwiegend aus ertragreichem Schwemmland. Im Jahr 2019–20 wurden 64 % der Distriktfläche für den Ackerbau genutzt, davon der größte Teil mit mehr als einer Aussaat pro Jahr. Weniger als 1 % der Distriktfläche waren von Wald bedeckt.
Das Klima ist tropisch und vom Monsun geprägt. Der Jahresniederschlag liegt im Durchschnitt bei etwa 1295 mm, wovon etwa 619 mm in den Monaten des Südwestmonsuns (Juni bis September) fallen. Während des Nordostmonsuns (Oktober bis Dezember) werden etwa 333 mm des Jahresniederschlag registriert. Der heißeste Monat ist der Mai mit einem durchschnittlichen Temperaturmaximum von 38,9 °C. Das durchschnittliche Temperaturminimum im kältesten Monat Januar liegt bei 19,9 °C.

## Geschichte
Der Distrikt wurde am 4. April 2022 im Rahmen einer Distriktneugliederung Andhra Pradeshs aus Teilen des Distrikts East Godavari neu gebildet. Er umfasste fünf Mandals der Division Ramachandrapuram, sechzehn Mandals der Division Amalapuram und ein Mandal der Division Rajamahendravaram von East Godavari. Der neue Distrikt trug zunächst den Namen Distrikt Konaseema. Da der Distrikt eine Geschichte des Widerstands gegen Kastenvorurteile und -privilegien aufwies, verlangten Vertreter von Dalit-Organisationen, dass der Distrikt nach Bhimrao Ramji Ambedkar (1891–1956), einem Anwalt der Dalit-Emanzipation, umbenannt werden solle. Im September 1944 hatte Ambedkar den späteren Distrikt besucht und hier eine Versammlung abgehalten. Die Regierung Andhra Pradesh gab diesem Drängen nach und erklärte am 18. Mai 2023, dass der Distrikt in Distrikt Dr. B. R. Ambedkar Konaseema umbenannt werden solle, was am 2. August 2022 auch geschah. Die geplante Umbenennung führte am 24. Mai 2023 zu gewalttätigen Protesten in der Distrikthauptstadt Amalapuram, die von Vertretern der beiden im Distrikt dominierenden Kasten – Kapus und Setti Balijasa – ausgingen. Etwa ein Jahr nach den Ereignissen wurden die Gewalttäter durch die Regierung Andhra Pradeshs amnestiert.

## Bevölkerung
Zum Zeitpunkt der Volkszählung 2011 lebten im Gebiet des späteren Distrikts 1.719.093 Personen (862.000 männlich, 857.093 weiblich). Die Bevölkerungsdichte betrug 826 Einwohner je km² (bei einer Distriktfläche von 2081,16 km²). 164.421 Personen lebten in städtischen und 1.554.672 in ländlichen Siedlungen.
Die Alphabetisierungsrate betrug 75,13 %. 392.357 Personen lebten in ländlichen und 1.447.686 in städtischen Siedlungen. Der Urbanisierungsgrad war mit 9,56 % sehr niedrig. 427.130 Personen waren Angehörige registrierter unterprivilegierter Kasten (scheduled castes) und 13.481 Angehörige der registrierten indigenen Stammesbevölkerung (scheduled tribes, Adivasi).

## Verwaltungsgliederung

### Mandals
Im Jahr 2023 war der Distrikt in zwei Divisionen und 22 Mandals unterteilt.
- Division Amalapuram mit den dreizehn Mandals Mummidivaram, I. Polavaram, Katrenikona, P.Gannavaram, Ambajipeta, Ainavilli, Amalapuram, Uppalaguptam, Allavaram, Mamidikuduru, Razole, Malkipuram, Sakhinetipalli,
- Division Ramachandrapuram mit den neun Mandals K Gangavaram (Pamarru), Mandapeta, Atreyarapuram, Ravulapalem, Ramachandrapuram, Rayavaram, Kapileswarapuram, Kothapeta, Alamuru.

### Städtische Siedlungen
Im Jahr 2023 gab es drei Municipalities (M) und eine Nagar Panchayat (NP, mit Einwohnerzahl 2011).
- Ramachandrapuram (M, 43.657)
- Amalapuram (M, 53.231)
- Mandapeta (M, 53.633)
- Mummidivaram (NP, 23.732)

## Wirtschaft
Wichtigster Wirtschaftszweig ist die Landwirtschaft sowie die Aquakultur. Typische Agrarprodukte sind Reis, Bananen und Kokosnüsse. In der Aquakultur werden Garnelen (Penaeus monodon), Krebstiere und Fische gezüchtet. Außerdem gibt es Geflügelfarmen. Die wenigen größeren Fabriken im Distrikt sind mit der Papier- und Düngemittelherstellung befasst.

## Besonderheiten
Die Inseln im Godavari-Delta (Konaseema) bilden ein Ziel für Natur-Touristen. Im Ort Ramachandrapuram kann das 1865 erbaute Kota Ramachandrapuram, oder Ramachandrapuram Fort besichtigt werden. Außerdem weist der Distrikt eine Reihe von Tempeln auf, die auch Pilger von außerhalb anziehen.